# Cyrto-hypnum squarrosulum
Cyrto-hypnum squarrosulum là một loài Rêu trong họ Thuidiaceae. Loài này được (Renauld & Cardot) W.R. Buck & H.A. Crum mô tả khoa học đầu tiên năm 1990.